# Der weiße Rabe (Literaturzeitschrift)
Der weiße Rabe war eine deutsche Literaturzeitschrift, die im Zeitraum von 1932 bis 1934 von Victor Otto Stomps in dessen Verlag Rabenpresse in Berlin herausgegeben wurde. Sie trug den Untertitel „Zeitschrift für Vers und Prosa“.
1932 erschienen zunächst drei Hefte in monatlichen Abständen, ab 1933 erschien der „weiße Rabe“ dann zweimonatlich in Doppelheften.
Stomps war der Redakteur der ersten Ausgabe. Werner Plümicke war für die übrigen beiden Ausgaben von 1932 und die erste Doppelausgabe von 1933 verantwortlich. Die übrigen Ausgaben von 1933 widmeten sich bestimmten Arten von Dichtung: Werner Milch war der Redakteur der Ausgabe 3/4 über „Magische Dichtung“, Horst Lange der Ausgabe 5/6 über „Landschaftliche Dichtung“, Stomps der Ausgabe 7/8 über „Vagabunden-Dichtung“, Heinz Oskar Wuttig der Ausgabe 9/10 über „Liebes-Dichtung“ und Theodor Goswin der Ausgabe 11/12 über „Religiöse Dichtung“. 1934 erschien noch ein weiteres Heft.
Zum Programm der Zeitschrift schrieb Stomps in der ersten Ausgabe, Aufgabe des „weißen Raben“ sei es, nicht „allein für seinen Verlag ‚die Rabenpresse‘ einzutreten, er tut dies in seinem Rahmen genau so gerne für andere Verlage durch Besprechungen und Abdruck von Proben, durch Aufnahme in das Programm seiner Vortragsabende, die nicht nur den eigenen Autoren zugänglich sein sollen.“
Horst Lange veröffentlichte in der von ihm zusammengestellten Ausgabe 5/6 den Text „Die Ziegelei“ unter dem Pseudonym Konrad Ostendorfer. Zu den weiteren Beiträgern zählen unter anderen Gerda von Below, Werner Bergengruen, Richard Billinger, Max Herrmann-Neiße, Peter Huchel, Hermann Kasack, Gertrud Kolmar, Gustav Leuteritz, Eberhard Meckel, Walther G. Oschilewski und Paul Zech.